# مركز البحوث الزراعية (مصر)
مركز البحوث الزراعية هو مركز حكومي بحثي مصري يتبع وزارة الزراعة. وهو الصرح العلمي الأول في مصر المتخصص في إجراء البحوث التطبيقية والأكاديمية المرتبطة بالإنتاج بهدف توليد فيض مستمر من التكنولوجيا الزراعية التي تكفل الارتقاء الإنتاجية وخفض تكلفة الإنتاج ونقل التكنولوجيات الجديدة إلى حقول التطبيق من خلال الإرشاد الزراعى ومتابعة تطبيقها وتطويرها إذا لزم الأمر وكذلك التدريب المتواصل للقدرات البشرية. حقق مركز البحوث الزراعية في السنوات السابقة، خاصة في العقدين الاخريين، العديد من الإنجازات ساهمت في تخطي ازمه الغذاء العالمي التي ضربت جنبات العالم.

## القرارات المنظمة
- قرار رئيس الجمهورية رقم 2425 لسنة 1971: بإنشاء مركز البحوث الزراعية.[1]
- قرار رئيس الجمهورية رقم 1954 لسنة 1973: بشأن نقل تبعية معهد الصحراء من مركز البحوث الزراعية إلى وزارة استصلاح الأراضي.[2]
- قرار رئيس الجمهورية رقم 49 لسنة 1975: بتبعية معهد الصحراء لمركز البحوث الزراعية.[3]
- قرار رئيس الجمهورية رقم 483 لسنة 1982: بدمج الهيئة العامة للإنتاج الزراعي في مركز البحوث الزراعية.[4]
- قرار رئيس الجمهورية رقم 19 لسنة 1983: بخصوص مركز البحوث الزراعية.[5]
- قرار رئيس الجمهورية رقم 515 لسنة 1984: بتعديل بعض أحكام قرار رئيس الجمهورية رقم 19 لسنة 1983 في شأن مركز البحوث الزراعية.[6]
- قرار رئيس الجمهورية رقم 510 لسنة 1985: في شأن نقل تبعية محطة التجارب الزراعية بالوادي الجديد الى مركز البحوث الزراعية.[7]
- قرار رئيس الجمهورية رقم 272 لسنة 1988: بتعديل قرار رئيس الجمهورية رقم 19 لسنة 1983 بشأن مركز البحوث الزراعية.[8]
- قرار رئيس الجمهورية رقم 237 لسنة 1991: بتعديل بعض أحكام قرار رئيس الجمهورية رقم 19 لسنة 1983 في شأن مركز البحوث الزراعية.[9]
- قرار رئيس الجمهورية رقم 19 لسنة 1994: بنقل نشاط الزراعة الآلية والإنتاج الزراعي إلي مركز البحوث الزراعية.[10]

## فلسفة البحث العلمي بمركز البحوث الزراعية
الزراعة المصرية لها تاريخ طويل ممتد لآلاف السنين ومنذ عهد الخمسينيات من القرن الماضي واجه القطاع الزراعي كثير من المتغيرات الاقتصادية والاجتماعية والسياسية، مما ترتب عليه حدوث تطور واضح في نمط الإنتاج الزراعي، مع سيادة نظام العولمة والحدود المفتوحة وانتشار مبادئ الحرية الاقتصادية وخضوع التجارة في السلع الزراعية والصناعية لآليات السوق ونظرية العرض والطلب والمنافسة الحرة تطلب ذلك جهدا مضاعفا من علماء مركز البحوث الزراعية لمواكبة التقدم العالمي في مجال الزراعة.
يرى مركز البحوث الزراعية أن تحديث الزراعة المصرية يستند إلى تطبيق أساليب الزراعة الحديثة ونتائج البحوث العلمية، فلا شك أن الطريق الأساسي والركيزة الرئيسية في هذا السبيل هي استخدام العلم والتكنولوجيا في كل نواحي التنمية والأنشطة الزراعية.
غنىٌ عن البيان، أن من أهم مقومات الدولة العصرية وجود القاعدة العلمية القادرة على تحمل مسئولياتها، وتشير الإحصاءات والبيانات إلى كبر حجم مجتمع العلم والتكنولوجيا في الزراعة المصرية، وينتشر العلماء والباحثين في مراكز البحوث التابعة للوزارات المختلفة وفي الجامعات والمعاهد ونسبة كبيرة منهم بلغوا مستوى ممتاز من العلم والكفاءة وأثبتوا جدارة وتفوق تشهد به الهيئات الدولية، هذه الطاقات وتلك الكفاءات لابد أن يستفاد بها، على أن توجه التوجيه الأمثل في إطار إستراتيجية واضحة المعالم وبرامج مخططة بكفاءة لخدمة التنمية بالدولة، علاوة على ذلك توجد فئات من العلماء المصريين المغتربين والمعارين ممن يعملون في الدول الأجنبية والهيئات الدولية، يمكن الاستفادة بخبراتهم وجهدهم. المهمة الأساسية للبحوث الزراعية في مصر تتمثل في توليد التكنولوجيا محلياً أو استيرادها من الخارج لحل المشكلات التي تواجه التنمية الزراعية.

## المقومات الأساسية للاستفادة من البحوث الزراعية
من الثابت أن البحث العلمي في مجال الزراعة هو المحرك لكل الأنشطة الزراعية والدافع إلى التنمية وتحقيق معدل نمو رفيع المستوى، وإحداث نهوض شامل بالقطاع الزراعى شريطة توفر مقومات أساسية لهذه البحوث، لعل أهمها ما يأتي:
1- إنشاء قاعدة بيانات إحصائية دقيقة لإتاحة الفرصة للباحثين للاستفادة من نتائجها وكيفية تطبيقها على أسس سليمة.
2- الاستفادة الكاملة من الطاقات العلمية البحثية، مع تحديد مسئولية كل جهة بحثية في البرامج القومية.
3- الاستفادة من المنظمات العلمية والبحثية، ومن الأوفق توثيق الروابط مع هذه المنظمات الدولية والإقليمية من أجل الاستفادة منها بأقصى حد.
4- توفير الاستقرار والحوافز للباحثين.
5- تطوير جهاز الإرشاد الزراعي.
6- توفير مستلزمات الإنتاج والخدمات الزراعية.
7- تطوير تكنولوجيا الخدمات التسويقية.
يعتبر مركز البحوث الزراعية في مصر هو الصرح الأكبر المسؤول عن دفع التنمية الزراعية إلى الأمام حيث يعتبر مركز البحوث الزراعية قاطرة التنمية الزراعية في مصر ولقد أنشأ ليتولى وضع وتنفيذ مشروعات وبرامج وخطط واستراتيجيات البحوث الزراعية، التي تستهدف النهوض بالإنتاج الزراعى النباتى والحيوانى رأسياً وأفقياً، كما يستهدف نشر نتائج البحوث وتداولها وتعميم تطبيقها بواسطة الزراع.
يضم مركز البحوث الزراعية 16 معهداً (أحدثها معهد بحوث البيوتكنولوجى والهندسة الوراثية)، وعشرة معامل مركزية و 19 محطة بحوث (أحدثها محطة بحوث توشكى)، 23 إدارة تجارب زراعية تغطى جميع محافظات مصر، ويعمل بهذا المركز 5593 خبيراً يحملون شهادات الدكتوراه والماجستير في مختلف فروع وتخصصات العلوم الزراعية.
يعتبر مركز البحوث الزراعية، هو المحور الأساسي في تنفيذ الحملات القومية لاستنباط أصناف وسلالات جديدة من الحبوب وتحسين الأصناف الحالية، وجودة واستنباط أصناف جديدة من محاصيل الألياف والمشروع القومي للنهوض بالمحاصيل الزيتية والبصل والمشروع القومي للمحاصيل السكرية ومشروع النهوض بالحاصلات البستانية ومشروع رفع الكفاءة الإنتاجية للثروة الحيوانية والداجنة والسمكية، ومشروع تطوير نظم الرى والصرف وتحسين خواص التربة، ومشروع البحوث والدراسات المتعلقة بحصر ومتابعة الآفات الحشرية والحيوانية التي تصيب الحاصلات الزراعية، ومشروع بحوث تكنولوجيا الأغذية والأعلاف، مشروع التوسع في الدراسات الاقتصادية والإحصائية والمشروع القومى للهندسة الوراثية والمشروع القومي للهندسة الزراعية.
في النهاية فإن عملية تحديث الزراعة المصرية ينبغي أن تكون موضع الاهتمام والتقدير والدعم من الدولة، وأن التحديث قد قام لكى يستمر بصفة متوازنة ومتواصلة ويجب أن توفر له جميع مؤسسات الدولة كل في اختصاصها الإمكانات والطاقات التي تلزم لإحداث نهضة زراعية حقيقية تدفع بالتنمية الاقتصادية والاجتماعية إلى أعلى معدلات النمو والتفوق.
من الأوفق دائماً، أن تمتد مجالات الأنشطة البحثية والعلمية إلى خارج حدود مصر، وضرورة متابعة التقدم التكنولوجي في الدول الأجنبية التي تسير بخطى متسارعة، وسند ذلك كله، بحوث زراعية وإرشاد كفء وإشراف وتوجيه سليم من الدولة، مع تقييم ومتابعة لكل الأنشطة البحثية والإجراءات التنفيذية.

## الجهات التابعة
- معهد بحوث البساتين
- معهد بحوث التناسليات الحيوانية
- معهد بحوث البيوتكنولوجى والهندسة الوراثية
- معهد بحوث الاراضى والمياه والبيئة
- معهد بحوث الإرشاد الزراعي والتنمية الريفية
- معهد بحوث الاقتصاد الزراعى
- معهد بحوث الامصال واللقاحات البيطرية
- معهد بحوث الإنتاج الحيوانى
- معهد بحوث القطن
- معهد بحوث المحاصيل الحقلية
- معهد بحوث المحاصيل السكرية
- معهد بحوث الهندسة الزراعية
- معهد بحوث امراض النباتات
- معهد بحوث تكنولوجيا الأغذية
- معهد بحوث صحة الحيوان
- معهد بحوث وقاية النباتات
- المعمل المركزي لتحليل متبقيات المبيدات والعناصر الثقيلة فى الأغذية
- المعمل المركزي للمبيدات